# Cordelia Van de Wiele
Cordelia Van de Wiele (Kortrijk, 18 juni 1840 – aldaar, 16 februari 1929) was gedurende een kwarteeuw secretaresse en inhoudelijk medewerkster van de Vlaamse dichter Guido Gezelle in Kortrijk.

## Levensloop
Cordelia Van de Wiele was de dochter van de muziekleraar Jean Louis Van de Wiele (1795-1866) en Virginie Eyskens (1797-1861) uit de Kapittelstraat in Kortrijk. Beroepshalve was ze agente van de Antwerpse verzekeringsmaatschappij "Securitas". Ze woonde jarenlang in bij het gezin van haar zus Julienne, in de Begijnhofstraat in Kortrijk.
Vanaf 1874 tot aan Gezelles vertrek uit Kortrijk naar Brugge in 1899 was Van de Wiele zijn secretaresse en medewerkster. Ze verrichtte veel werk voor zijn 'Woordentas' en voor de circa 150.000 fiches die hiervoor werden opgesteld, evenals voor zijn lexicografisch tijdschrift Loquela. 
Van de Wiele was betrokken bij de uitgave van de Duikalmanak (1886-1897): voor deze scheurkalender inventariseerde ze tal van spreuken, zegswijzen en heiligenlevens. Ze was behulpzaam bij de correspondentie van Gezelle en hield onder meer de adressenlijst bij van zijn correspondenten en relaties. Ze maakte ook sommige van zijn dichtbundels klaar voor de drukker, door het geschrift van Gezelle over te schrijven.
In opdracht van Gezelle maakte Van de Wiele tussen 1887 en 1890 aantekeningen van de uit het Frans ontleende bastaardwoorden die ze dagelijks om zich heen hoorde, las, sprak en schreef. Zij spoorde op deze manier enige honderden schuimwoorden op, schreef er een Nederlandse vertaling bij en voegde zinnetjes toe die moesten laten zien hoe de gelaakte woorden in zinsverband plachten te worden gebruikt. Zo ontstond er een waardevolle woordenverzameling die een goed beeld gaf van het toenmalige Belgisch-Nederlands, dat sterk beïnvloed was door het Frans. Gezelle nam ongeveer een zesde deel van die verzameling op in zijn latere publicaties over bastaardwoorden.
Na de dood van Gezelle droeg Van de Wiele zorg voor de achtergebleven documenten die in haar bezit waren gebleven. Dit archief werd later uit haar nalatenschap verworven door het Guido Gezellegenootschap. Het genootschap besliste dit archief over te dragen aan het Guido Gezellearchief in de Brugse stadsbibliotheek, wat in 2013 gebeurde. Ter gelegenheid van de overdracht werd een studiedag gewijd aan dit archief en aan de bijdrage van Van de Wiele in het werk van Gezelle. 
In de collectie steken vooral gelegenheidsgedichten: de dichter werd namelijk aangesproken om teksten te schrijven bij huwelijken, priesterwijdingen, sterfgevallen en activiteiten van verenigingen waarbij hij betrokken was, zoals die van de Kortrijkse fabrieksmeisjes 'de Katrientjes'.
Er werd een tentoonstelling Guido en Cordelia van 14 september 2013 tot 19 januari 2014 in het Gezellemuseum gewijd aan de interessantste stukken uit het archief van Van de Wiele.
Van de Wiele bleef na de dood van Gezelle een informatiebron over zijn leven en werk. Ze schreef ook een waarderend gedicht over hem in 1888, Nieuwjaarsdicht voor Mijnen Ievervol- en Voorzichtigen Biechtvader, waarin ze hem beschreef als Eenvoudig en ootmoedig, gelijk de ware groote verstanden alléén kunnen zijn. Daarnaast bewaarde ze een haarlok van de dichter in een klein medaillon, een gebruik om een (overleden) familielid of vriend in herinnering te bewaren.

## Bron
- Archief Cordelia Van de Wiele, in: Guido Gezellearchief, Stadsbibliotheek Brugge.

## Voetnoten
1. ↑  Adressen van vrienden en correspondenten van Guido Gezelle | Bibliotheek Brugge. www.bibliotheek.be.
2. ↑  Riemer Riemersma, De geheimschrijfster van Gezelle. NRC Handelsblad. www.delpher.nl (16 januari 1978).
3. ↑  Guido en Cordelia. Originele Gezellehandschriften uit de schenking van het Guido Gezellegenootschap. Visit Bruges. Gearchiveerd op 18 juni 2023.
4. ↑  Tentoonstelling 'Guido & Cordelia' | Vlaamse Erfgoedbibliotheken. vlaamse-erfgoedbibliotheken.be.
5. ↑  Cordelia Van de Wiele, Nieuwjaarsdicht voor Mijnen Ievervol- en Voorzichtigen Biechtvader. | Bibliotheek Brugge. www.bibliotheek.be.
6. ↑  De haarlok van Guido Gezelle. Blog Bibliotheek Brugge (28 september 2012). Gearchiveerd op 11 augustus 2022.

- Virtual International Authority File: 284507189